# Parafia św. Karola Boromeusza w Warszawie
Parafia św. Karola Boromeusza w Warszawie – parafia rzymskokatolicka należąca do dekanatu wolskiego, archidiecezji warszawskiej, metropolii warszawskiej Kościoła katolickiego, w Warszawie. Obsługiwana przez księży archidiecezjalnych.

## Historia
Parafia została erygowana w 1978 roku. 
Kościół parafialny, wybudowany w 1792 roku, został gruntownie przebudowany w latach 90. XIX w.